# ادیلیو (بازیکن فوتبال، زاده ۱۹۹۳)
ادیلیو (انگلیسی: Adílio؛ زادهٔ ۵ ژوئیهٔ ۱۹۹۳) بازیکن فوتبال اهل برزیل است.